# Standard City
Standard City – wieś w Stanach Zjednoczonych, w stanie Illinois, w hrabstwie Macoupin.